# Zehenthöf
Zehenthöf ist eine Ortschaft und eine Katastralgemeinde der Gemeinde Waldenstein im Bezirk Gmünd in Niederösterreich mit 27 Einwohnern (Stand 1. Jänner 2024).

## Geografie
Die links des Elexenbaches gelegene Rotte wird von der Landesstraße L69 durchquert. Zur Ortschaft zählt weiters die Ortslage Schölm rechts des Elexenbach. Am 1. April 2020 umfasste die Ortschaft 11 Adressen.

## Geschichte
Laut Adressbuch von Österreich waren im Jahr 1938 in Zehenthöf ein Müller und ein Landwirt mit Direktvertrieb ansässig.

## Siedlungsentwicklung
Zum Jahreswechsel 1979/1980 befanden sich in der Katastralgemeinde Zehenthöf insgesamt 9 Bauflächen mit 6.169 m² und 12 Gärten auf 8.462 m² und auch 1989/1990 bestanden diese 9 Bauflächen. 1999/2000 war die Zahl der Bauflächen auf 35 angewachsen und 2009/2010 waren es 23 Gebäude auf 37 Bauflächen.

## Landwirtschaft
Die Katastralgemeinde ist landwirtschaftlich geprägt. 87 Hektar wurden zum Jahreswechsel 1979/1980 landwirtschaftlich genutzt und 15 Hektar waren forstwirtschaftlich geführte Waldflächen. 1999/2000 wurde auf 85 Hektar Landwirtschaft betrieben und 16 Hektar waren als forstwirtschaftlich genutzte Flächen ausgewiesen. Ende 2018 waren 84 Hektar als landwirtschaftliche Flächen genutzt und Forstwirtschaft wurde auf 16 Hektar betrieben. Die durchschnittliche Bodenklimazahl von Zehenthöf beträgt 26,2 (Stand 2010).